# Апостольское преемство
Апо́стольское прее́мство — принцип церковного права в исторических церквях и в англиканстве, в соответствии с которым церковная иерархия прямо и преемственно восходит, чрез непрерывную череду рукоположений (хиротоний) епископов, к поставленным Иисусом Христом апостолам. Важнейшим инструментом и гарантией сохранения апостольского преемства считается законность и правильность совершения епископских хиротоний как одного из внешних выражений пространственно-временно́го единства Церкви.

## История
По учению исторических церквей, через рукоположения передаётся благодать Духа Святого, полученная апостолами. Ими, по свидетельству Нового Завета, были совершены первые хиротонии (Деян. 14:23, 2Тим. 1:6 и др.). Также они указали своим ученикам совершать рукоположения по их примеру (Тит. 1:5, 1Тим. 5:22). В Апостольских правилах закреплено условие совершения рукоположения: священника, диакона и низших клириков рукополагает один епископ (правило 2), а епископа рукополагают двое или трое епископов (правило 1).
Считается, что идея апостольского преемства впервые была сформулирована Климентом Римским (I век, апостол от семидесяти) в его первом послании к Коринфянам:

И апостолы наши знали через Господа нашего Иисуса Христа, что будет раздор о епископском звании. По этой самой причине они, получивши совершенное предведение, поставили вышеозначенных служителей, и потом присовокупили закон, чтобы когда они почиют, другие испытанные мужи принимали на себя их служение. Итак, почитаем несправедливым лишить служения тех, которые поставлены самими апостолами или после них другими достоуважаемыми мужами, с согласия всей Церкви, и служили стаду Христову неукоризненно, со смирением, кротко и беспорочно, и притом в течение долгого времени от всех получили одобрение. И не малый будет на нас грех, если неукоризненно и свято приносящих дары будем лишать епископства.
— Первое послание к Коринфянам, гл. 44
Исчисление апостольского преемства епископа конкретной церкви имело значение начиная с древности. Так, Ириней Лионский (II век) писал:

Все, желающие видеть истину, могут во всякой церкви узнать предание апостолов, открытое во всём мире; и мы можем перечислить епископов, поставленных апостолами в церквах, и преемников их до нас…
— Против ересей. III, 3
В своём сочинении он перечисляет всю цепочку преемственности римских епископов от апостолов Петра и Павла до современного ему Элевтерия.
Обличая еретиков, Тертуллиан (III век) писал: «пусть покажут основания своих церквей, раскроют череду своих епископов, идущую от начала через преемство, и так, чтобы первый имел наставником и предшественником своим кого-либо из апостолов, либо мужей апостольских (но такого, который пребывал с апостолами постоянно). Ибо апостольские церкви таким именно образом доказывают своё положение».
В отношении апостольского преемства у раскольников Василий Великий (IV век) в первом каноническом послании к епископу Амфилохию Иконийскому пишет:

…оскудело преподаяние благодати, потому что пресеклось законное преемство. Ибо первые отступившие получили посвящение от отце́в, и чрез возложение рук их, имели дарование духовное. Но отторженные, сделавшись мирянами, не имели власти ни крестити, ни рукополагати, и не могли преподати другим благодать Святаго Духа, от которой сами отпали.

## В Православной церкви
По учению Православной церкви, апостольское преемство предполагает не только цепочку непрерывных рукоположений (хиротоний), восходящую к апостолам, но и передачу благодатных даров, в том числе благодатного дара священства.
Среди православных богословов существуют разные подходы к ответу на вопрос о наличии апостольского преемства вне Православной церкви:
- учение о полном отсутствии апостольского преемства вне Православной церкви,
- принцип «неопределённости»,
- учение о наличии апостольского преемства и вне Православной церкви.

### Учение об отсутствии апостольского преемства вне Православной церкви
Об отсутствии апостольского преемства вне Православной церкви учил ещё в XII веке толкователь святых канонов патриарх Феодор Вальсамон в своем каноническом 33-м ответе Александрийскому патриарху Марку (ответы вошли в Афинскую Синтагму).
Основными богословами, утверждавшими учение о полном отсутствии апостольского преемства вне Православной церкви, были монахи горы Афон во главе с Никодимом Святогорцем, который изложил это учение в «Πηδάλιον» — сборнике канонов Православной церкви с толкованиями, святитель Игнатий (Брянчанинов), священномученик Иларион (Троицкий). Суть учения заключается в том, что апостольское преемство считается сохранённым только во всех поместных православных церквях. Исходя из текста Никео-Константинопольского символа веры: «Верую во единую, святую, соборную и апостольскую Церковь», делается вывод, что Церковь только одна — православная, и лишь она является хранительницей благодати, и вне её благодати быть не может, согласно тексту первого правила Василия Великого (см. его выше). Первое правило Василия Великого общецерковное и неизменяемое в Православной церкви, согласно второму правилу 6-го Вселенского собора. Клирики Католической церкви и Древних восточных церквей не считаются частью Православной церкви, поэтому в их сообществах не признаётся присутствие благодати в таинствах, хотя они и имеют цепочку непрерывных рукоположений. Ради домостроительства (οἰκονομία) клирики этих церквей могут приниматься в Православную церковь вторым чином, то есть через отречение от ересей, исповедование православной веры и миропомазание, или третьим чином, то есть через письменное отречение от ересей и исповедование православной веры, согласно седьмому правилу Второго Вселенского собора и 95 правилу 6-го Вселенского собора; и согласно первому правилу Василия Великого допускается их приём в сущем сане. Раскрытие учения об отсутствии апостольского преемства вне Православной церкви было связано с движением колливадов, в конце XVIII века, оно раскрыто в их работах, например, Никодим Святогорец подробно объясняет это учение на примере принятия ариан и духоборцев.

### Принцип «неопределённости»
Учение об отсутствии апостольского преемства вне Православной церкви подвергалось резкой критике со стороны патр. Сергия (Страгородского), прот. Сергия Булгакова и прот. Георгия Флоровского, позиция которых в целом соответствует приведенному ниже § 1.15 «Основных принципов…», однако, в отличие от § 1.17, связывает вопрос о действительности таинств в инославии с сохранившейся или утраченной преемственностью рукоположений (фактически сближаясь с изложенным ниже учением о наличии апостольского преемства вне Православной церкви, хотя и не формулируя его прямо).
Согласно «Основным принципам отношения к инославию Русской Православной Церкви» изложен принцип «неопределённости»:
1.15. Православная Церковь устами святых отцов утверждает, что спасение может быть обретено лишь в Церкви Христовой. Но в то же время общины, отпавшие от единства с Православием, никогда не рассматривались как полностью лишённые благодати Божией. Разрыв церковного общения неизбежно приводит к повреждению благодатной жизни, но не всегда к полному её исчезновению в отделившихся общинах. Именно с этим связана практика приёма в Православную Церковь приходящих из инославных сообществ не только через Таинство Крещения. Несмотря на разрыв единения, остаётся некое неполное общение, служащее залогом возможности возвращения к единству в Церкви, в кафолическую полноту и единство.
1.16. Церковное положение отделившихся не поддаётся однозначному определению. В разделённом христианском мире есть некоторые признаки, его объединяющие: это Слово Божие, вера во Христа как Бога и Спасителя пришедшего во плоти (1 Ин. 1, 1–2; 4, 2, 9), и искреннее благочестие.

1.17. Существование различных чиноприёмов (через Крещение, через Миропомазание, через Покаяние) показывает, что Православная Церковь подходит к инославным конфессиям дифференцированно. Критерием является степень сохранности веры и строя Церкви и норм духовной христианской жизни. Но, устанавливая различные чиноприёмы, Православная Церковь не выносит суда о мере сохранности или поврежденности благодатной жизни в инославии, считая это тайной Промысла и суда Божия.

### Учение о наличии апостольского преемства вне Православной церкви
Учение о наличие апостольского преемства вне Православной церкви исторически связано с понятием о неизгладимости священства, впервые сформулированном на Украине в XVII веке, в большом катехизисе Лаврентия Зизания Тустановского. Затем Петр Могила в своём Требнике излагает уже учение о наличии апостольского преемства вне православия.

## В Католической церкви
Католическая церковь считает сохранённым апостольское преемство во всех поместных православных церквях и дохалкидонских церквях. Признание действительности таинств вне Католической церкви основано на учении о действительности крещения во имя Троицы, совершенного с целью сделать человека частью Церкви (4 канон, раздел «О Крещении», 7-я сессия, 19-го Вселенского собора — Тридентского собора); а также на документах Ферраро-Флорентийского собора, булле папы Евгения 8—22 ноября 1439, согласно которой священство является неизгладимым или вечным (даже в будущей жизни), а запрет, который накладывается на священника является не извержением из сана и лишением навсегда благодатного дара священства, а лишь административной мерой, ограничивающей права священника.
Как и православные церкви, католическая церковь, в настоящее время, в связи с принципиальными изменениями в понятиях о священстве у англикан, отрицает апостольское преемство в англиканской церкви, и принимает в свой состав епископов и священников англикан, как простых мирян. При этом бывшие англиканские епископы и священники могут стать католическими священниками, приняв таинство священства, но в случае, если они женаты, стать католическими епископами они уже не смогут.
Катехизис Католической церкви указывает, что апостольское преемство «есть таинство, и передается через таинство священства». В декларации Конгрегации вероучения «Dominus Iesus» (одобрена папой Иоанном Павлом II 16 июня 2000 года), подчёркивается значение апостольского преемства как подлинного свидетельства единства Вселенской Церкви:
Церкви, которые не пребывают в совершенном общении с Католической церковью, оставаясь объединенными с ней крепкими связями - апостольской преемственностью и таинством Евхаристии — являются подлинными Поместными Церквами.

## В протестантских деноминациях
Реформация подвергла ревизии сам принцип апостольского преемства, поставив на первый план соответствие церковного учения Священному Писанию. Согласно взглядам сторонников Реформации, епископы и пресвитеры являются таковыми не в силу участия в «цепочке рукоположений», а благодаря призванию христианских общин, которое, в свою очередь, основывется на фундаментальном принципе протестантской теологии - всеобщем священстве верующих.
Мартин Лютер писал: «Возложение рук [посвящение, рукоположение] благословляет, утверждает и удостоверяет это [призвание на служение] точно так же, как нотариус и свидетель удостоверяют какое-то мирское дело и как пастор, благословляя жениха и невесту, подтверждает и удостоверяет их брак, то есть тот факт, что они уже до этого взяли друг друга [в мужья и жены], публично об этом провозгласив». В «Книге согласия» провозглашено, что «в прежние времена люди избирали пасторов и епископов. Затем приезжал епископ, либо из этой же церкви, либо из соседней, и он утверждал избранного, возлагая на него руки. И ординация была не чем иным, как таким утверждением».
Тем не менее, лютеранские церкви скандинавской традиции сохранили апостольское преемство и придают ему принципиальное значение. Впоследствии от них оно было восстановлено в ряде других лютеранских союзов и юрисдикций. Однако, современное лютеранство, если и блюдет апостольское преемство, то вкладывает в него иной, нежели в католичестве и православии, смысл. Во-первых, утверждается, что "учение об "апостольской преемственности" является антибиблейским, поскольку Писание не устанавливает различия между епископами и пресвитерами, или старейшинами (Деян.20:17,28; Тит.1:5-7). Кроме того, оно побуждает всех христиан избегать тех, кто преподает какое-то иное учение, нежели то, которое преподавали благословенные Апостолы (Рим.16:17; Гал.1:6-8), - даже если они утверждают, что обладают апостольской властью (2Кор.11:12-14. Гал.2:4 и далее; 2Пет.2:1,2)". Во-вторых, вместо принципа апостольского преемства утверждается принцип апостольской Церкви: "APOSTOLICA dicitur ecclesia, quod doctrinam apostolicam fide amplectitur et integram tenet" (Лат.: "Церковь называется АПОСТОЛЬСКОЮ, ибо преподносит апостольское вероучение во всей полноте и без искажений").
По учению более поздних протестантских исповеданий (меннониты, баптисты, методисты), а также ривайвелистских деноминаций, образованных в XIX—XX столетиях (адвентисты седьмого дня, пятидесятники, харизматы и др.) апостольская церковная аутентичность определяется не хиротонией, а верностью служителей библейским принципам (в интерпретации данной конкретной конфессии) и проявлением в жизни верующих христианских добродетелей.
Впрочем, это не мешает отдельным российским и постсоветским служителям ЕХБ утверждать о существовании апостольского преемства в их общинах — через меннонитов, возводящих свою преемственность к рукоположённым служителям Католической церкви, либо через чешских братьев, которыми был рукоположён И. С. Проханов.[значимость факта?]
В целом современный протестантизм или отвергает принцип апостольского преемства, или вкладывает в него иной, нежели в православии и католичестве смысл. Так, один из ведущих современных протестантских теологов Хусто Л. Гонсалес отмечает, что первоначально принцип апостольского преемства означал лишь преемство учения, полученного от апостолов: "речь шла не столько о доказательстве апостольского происхождения отдельных церквей, сколько об их единстве в одной вере и о том, чтобы совместными усилими доказать, что вера эта была действительно апостольской". И лишь позднее "рукоположение стало считаться имеющим силу только в том случае, если оно произведено епископом, заявляющим о прямой апостольской преемственности".

## Другие мнения
По мнению некоторых протестантских авторов, в частности, адвентистов (см. Елена Уайт "Великая борьба" и др. её работы)[кто?], все члены первохристианской церкви были носителями апостольского рукоположения, поскольку сначала апостолы, а затем другие рукоположённые служители возлагали руки на всех принимающих водное крещение (Деян. 8:14–17). В утверждении исторических церквей о том, что только иерархия является носителем апостольского рукоположения, они усматривают противоречие преемственности апостольского учения.
В свою очередь исторические церкви традиционно отождествляют возложение рук, о котором идёт речь в Деян. 8:14–17, не со служебным священством, а с миропомазанием (конфирмацией). В русском языке сближены по звучанию разные термины — ἐπίθεσις των χειρων, возложение рук (как физический жест) и χειροτονία (букв. рукоположение = «голосование <руками>, избрание или назначение», ср. синодальный перевод текста из Второго послания к коринфянам ( 2Кор. 8:19),  где χειροτονηθεις передано как «избранный»), что приводит к путанице между этими понятиями.